# Emeline Kaddour
Pour les articles homonymes, voir Kaddour.
Emeline Kaddour, née le 4 avril 1993, est une judokate calédonienne.

## Carrière
Emeline Kaddour est médaillée de bronze dans la catégorie des moins de 57 kg aux Jeux du Pacifique de 2011 à Nouméa. Elle remporte ensuite la médaille d'argent dans la même catégorie aux Championnats d'Océanie 2016 à Canberra, la médaille d'argent en open ainsi que la médaille de bronze dans la catégorie des moins de 63 kg aux Mini-Jeux du Pacifique de 2017 à Port-Vila  et la médaille de bronze dans la catégorie des moins de 63 kg aux Championnats d'Océanie 2018 à Nouméa.